# Oculinaria
Oculinaria is een geslacht van zakpijpen (Ascidiacea) uit de familie Styelidae en de orde Stolidobranchia.

## Soorten
- Oculinaria australis Gray, 1868
- Oculinaria occultare Monniot C., 1991